# 郁达夫故居

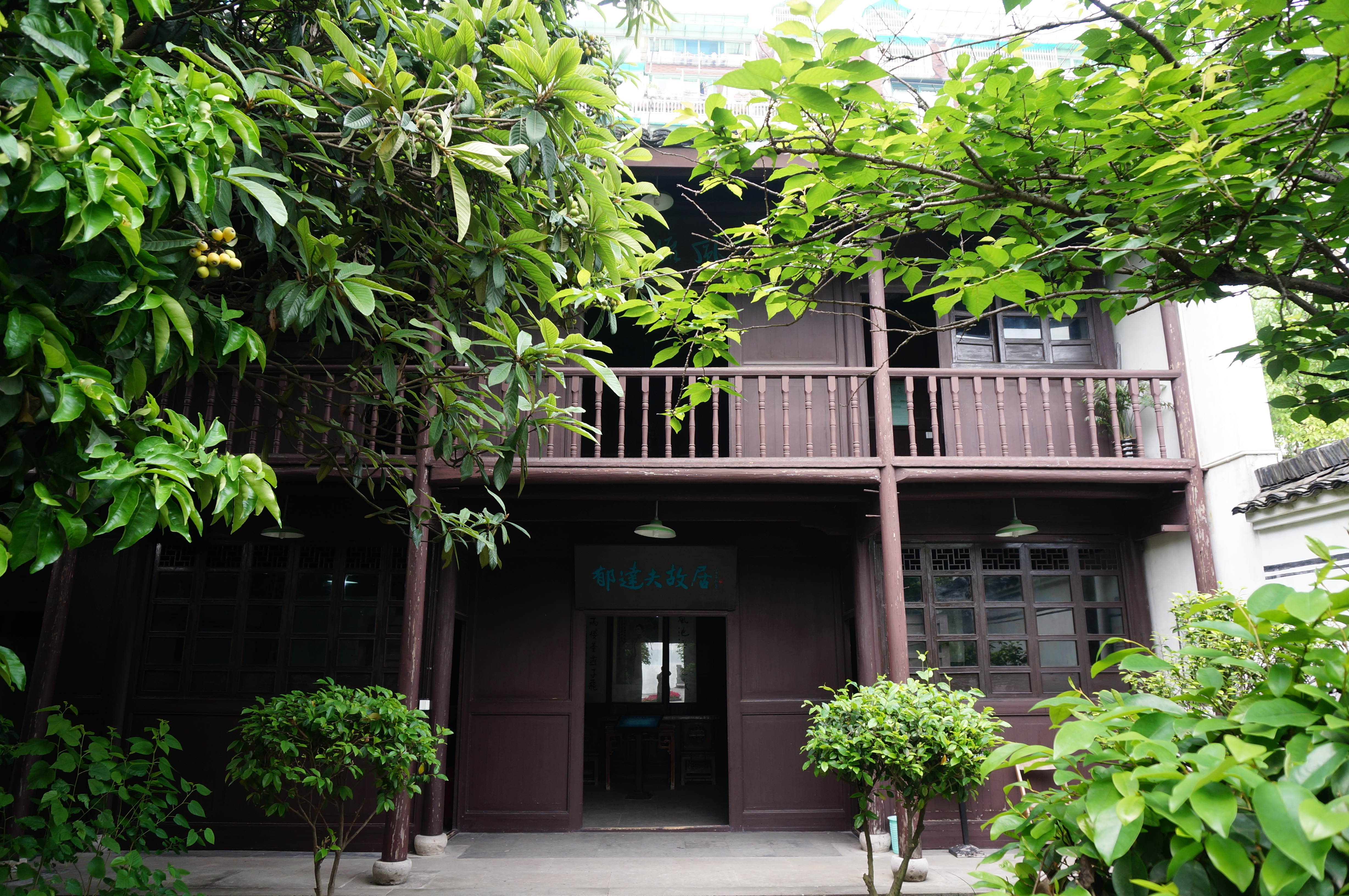
主楼，2015年5月

郁达夫故居为中国现代作家、诗人郁达夫和法学家郁华在富阳的故居，位于中国浙江省杭州市富阳区城南郁达夫公园内，南临富春江。

## 历史
故居原在城内达夫弄（原名满州弄，后为纪念郁达夫而改名），1996年因旧城改造向南平移10米。建筑由大门和主楼组成，主楼三间两层，砖木结构，客堂里陈列有郁氏故交互赠的字画（如鲁迅的《自嘲》七律诗轴）。